# Матеус Кунья
Матеус Кунья (порт. Matheus Cunha; нар. 27 травня 1999) — бразильський футболіст, нападник «Манчестер Юнайтед» та національної збірної Бразилії.

## Ігрова кар'єра
Народився 27 травня 1999 року. Вихованець футбольної школи клубу «Корітіба». 2017 року відправився у швейцарський «Сьйон», в якому провів один сезон, взявши участь у 29 матчах чемпіонату, в яких забив 10 голів і привернув увагу ряду європейських скаутів.
24 червня 2018 року перейшов у німецький «РБ Лейпциг», підписавши п'ятирічну угоду.
У серпні 2021 за 26 млн євро перейшов до складу мадридського «Атлетіко».
4 лютого 2024 року в матчі Прем'єр-ліги проти клубу «Челсі» оформив хет-трик.

## Титули і досягнення
- Олімпійський чемпіон (1): 2020